# لور كيلينج
لور كيلينج (بالفرنسية: Laure Killing)‏ هي ممثلة فرنسية، ولدت في 12 يناير 1966.

## وصلات خارجية
- لور كيلينج على موقع IMDb (الإنجليزية)
- لور كيلينج على موقع ألو سيني (الفرنسية)
- لور كيلينج على موقع أول موفي (الإنجليزية)
- لور كيلينج على موقع قاعدة بيانات الأفلام السويدية (السويدية)
- لور كيلينج على موقع قاعدة بيانات الفيلم (الإنجليزية)
- لور كيلينج على موقع كينوبويسك (الروسية)